# テュアラティン (オレゴン州)
テュアラティン（英: Tualatin、IPA: tuːˈɔːlətɨn）は、アメリカ合衆国オレゴン州にある都市。人口は2万7942人（2020年）。ポートランド都市圏南西部のベッドタウンで、タイガードの南に位置する。市域の大部分がワシントン郡に属し、僅かにクラカマス郡に跨がる。

## 歴史
市名は北部を流れるテュアラティン川に由来する。『オレゴン・ジオグラフィック・ネームズ』に拠れば、この地で1869年11月5日に開局した最初の郵便局は”Tualitin”（テュアリティン）と綴られており、”Tualatin”（テュアラティン）と綴られるようになったのは1915年になってからであった。
1850年代、この地に集落が設立。設立者サミュエル・ガルブレスの名に因み、集落は「ガルブレス」と呼ばれた。1853年、ガルブレスがテュアラティン川に最初の橋梁を建設すると、「ブリッジポート」の名で知られるようになる。1880年、ジョン・スウィークが鉄道敷設予定地の周りに、町を建設する計画地図を作成、町は「テュアラティン」と命名された。1913年、テュアラティンに市制が布かれた。
1962年、マストドン（中新世から更新世にかけて生息した象型の動物）の化石が出土、現在その土地はスーパーマーケット、「フレッドマイヤー」の駐車場になっている。

## 人口統計
2000年の国勢調査では、市の人口は22,791人で、8,651世帯、5,804家族が暮らしていた。人口密度は2,928.5/mi2（1,131.1/km2）だった。1,184.4/mi2（457.5/km2）の平均密度に9,218軒の住宅が建っている。人種構成は、白人86.89%、アジア系3.62%、アフリカン・アメリカン0.79%、先住民0.69%、太平洋諸島系0.37%、その他の人種4.84%、および混血2.81%である。人口の11.85%はヒスパニックまたはラテン系だった。
8,651世帯のうち、39.1%が18歳未満の子供と一緒に生活しており、54.1%は夫婦で生活している。9.3%は未婚の女性または寡婦が世帯主であり、32.9%は結婚していない。24.5%は1人以上の独身の居住者が住んでおり、4.6%は65歳以上で独身である。1世帯の平均人数は2.62人であり、結婚している家庭の場合は、3.17人である。
市の住民は28.2%が18歳未満の未成年、18歳以上24歳以下が9.4%、25歳以上44歳以下が35.6%、45歳以上64歳以下が21.0%、および65歳以上が5.8%にわたっている。中央値年齢は32歳である。女性100人ごとに対して男性は99.2人である。18歳以上の女性100人ごとに対して男性は96.8人である。
この都市の世帯ごとの平均的な収入は55,762米ドルであり、家族ごとの平均的な収入は68,165米ドルである。男性は47,004米ドルに対して女性は32,210米ドルの平均的な収入がある。この地域の一人当たりの収入 (per capita income) は26,694米ドルである。人口の5.5%および家族の3.0%の収入は貧困線以下である。全人口のうち18歳未満の4.9%および65歳以上の3.8%は貧困線以下の生活を送っている。

## 地理
アメリカ合衆国国勢調査局の発表に拠れば、市の総面積は20.2 km²（7.8 mi²）であり、その全域が陸地である。

## 経済

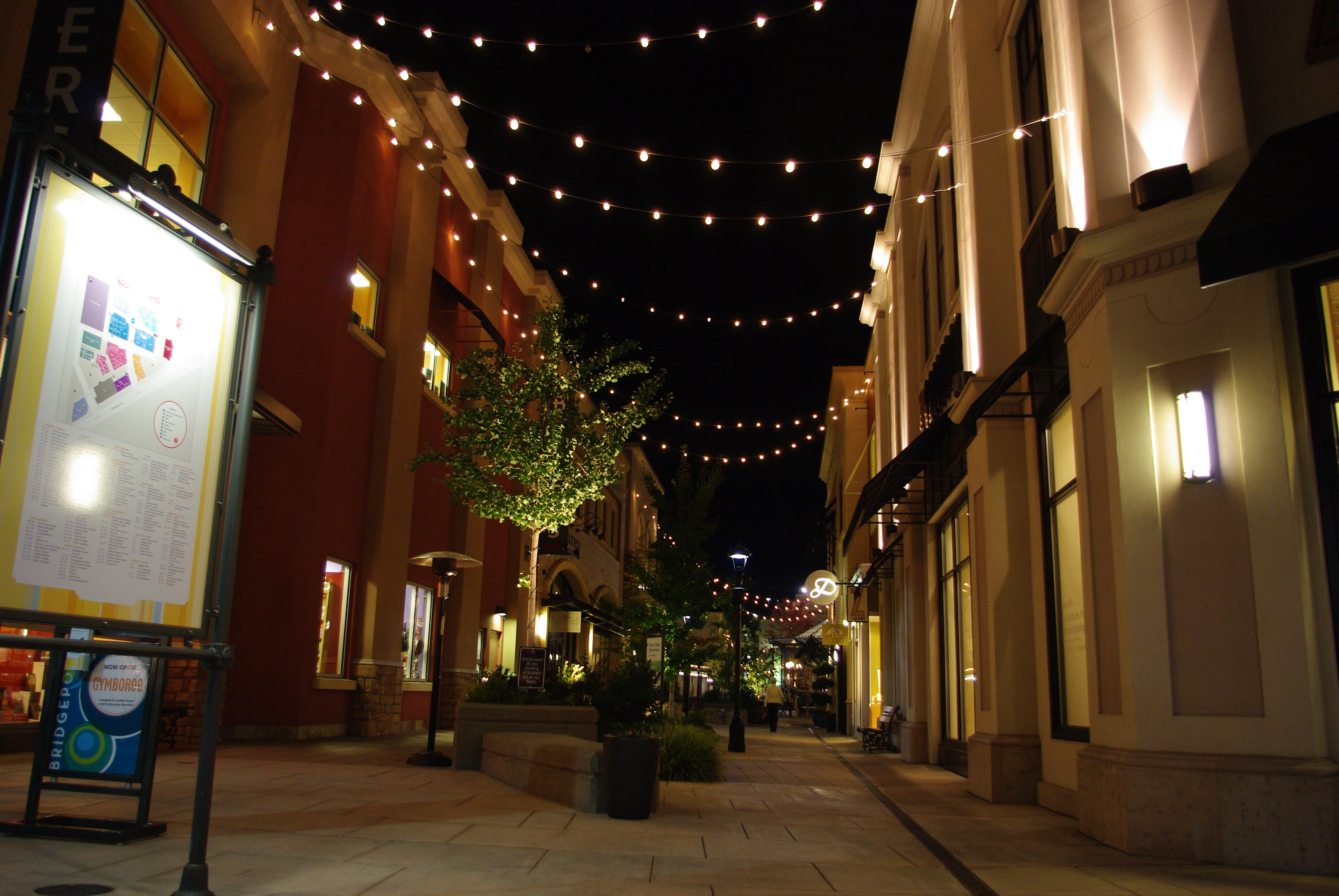
ブリッジポート・ビレッジ

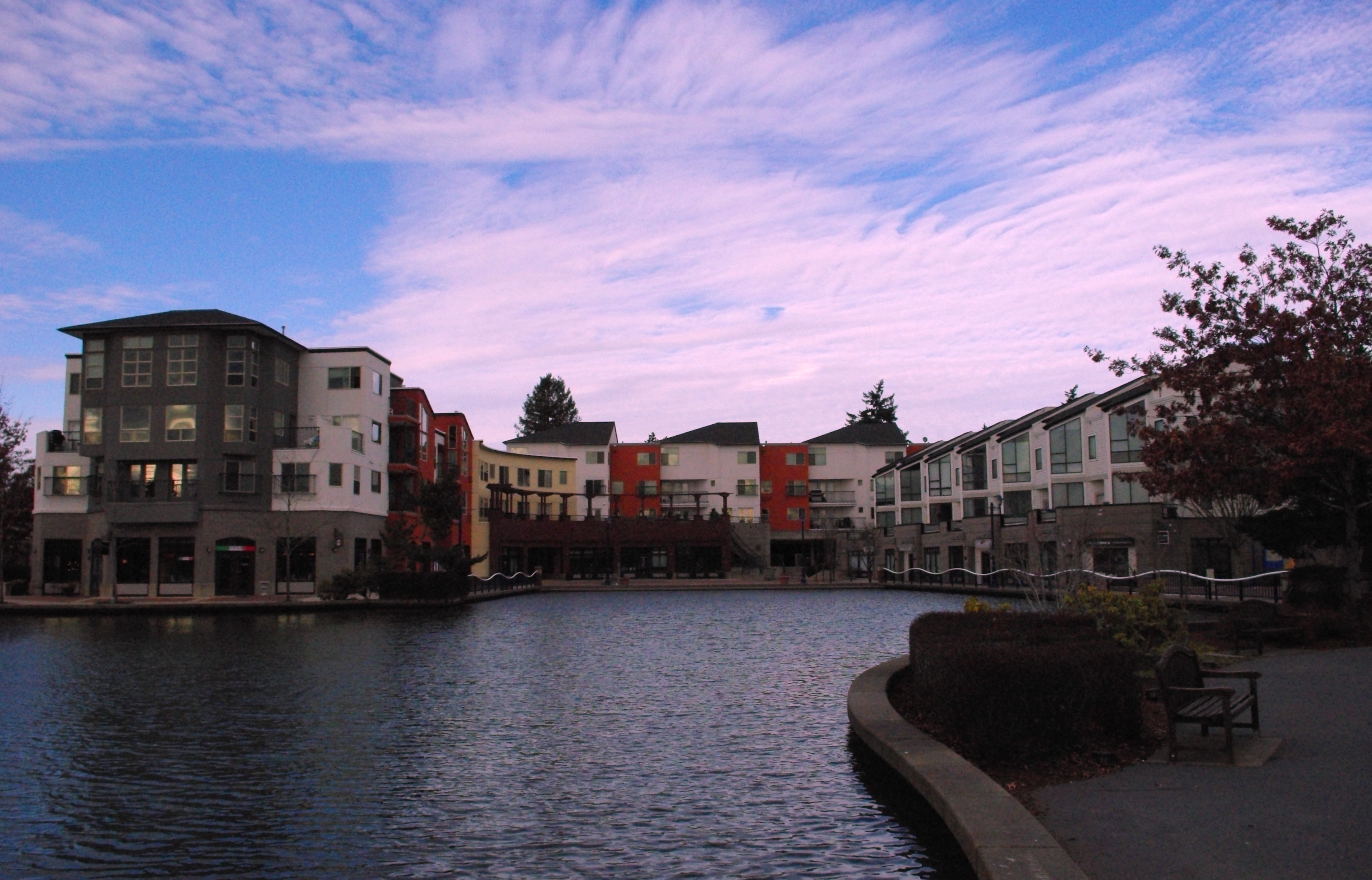
テュアラティン・コモンズ

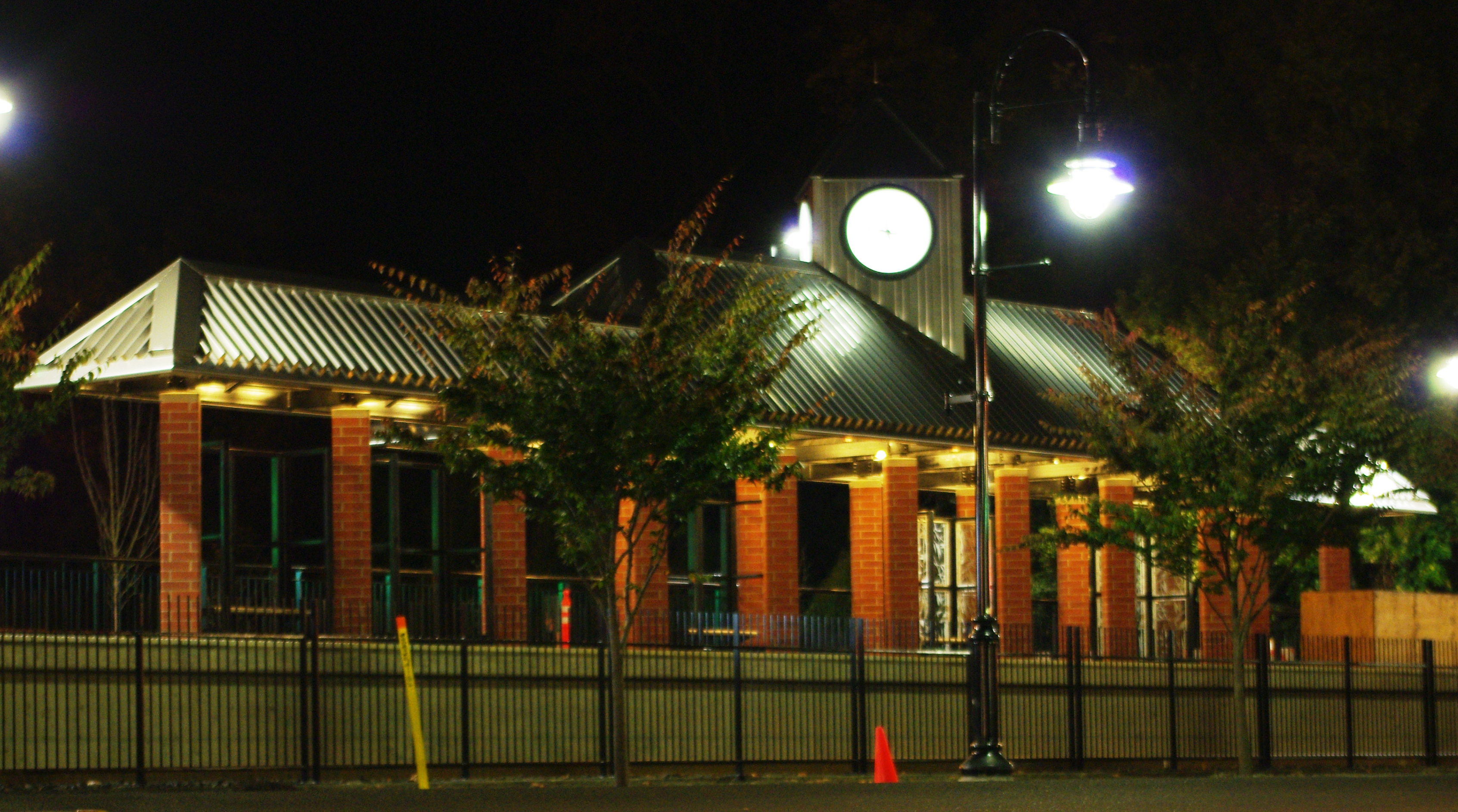
テュアラティン駅

テュアラティンには、2005年初頭にオープンした高級ショッピングエリア「ブリッジポート・ビレッジ」がある（ただしブリッジポート・ビレッジは北部で一部タイガードの市域にも跨がっている）。ブリッジポートはもともと石切り場だった所に建てられた。ヨーロッパを思わせる開放的な設計で、18スクリーンを持つ映画館のほか、全米や地元を代表するチェーンのレストランや小売店が店舗を構えている。
市の南部では工場が数多く見られる。ノベラスシステムズは大規模な工場を構え、半蔵体製造用の電解メッキ装置を製造している。ナイフメーカーのカーショウとCRKTも、テュアラティンに工場を構える。
1960年代から1980年代にかけて、楽器用アンプメーカーのサン・ミュージカル・エクイップメント・カンパニーが拠点を置いていた（後にフェンダーにより買収）。
テュアラティンはハリウッド映画の舞台に使われることがたまにあり、『サムサッカー』ではテュアラティン高校で撮影が行われた。また、ジェニファー・アニストン主演の『マネージメント』では、テュアラティンの市内数カ所で撮影が予定されている。

### その他
- レガシーメリディアンパーク病院
- テュアラティン駅
- オイル・カン・ヘンリーズ(OCHインターナショナル)本社

## 教育
テュアラティン市の教育は、タイガード＝テュアラティン公立学区の管轄下にある。同学区には小学校が10校、中学校が3校、高等学校が2校ある。その内テュアラティン市内にある学校は次の5つ。
- ブリッジポート小学校
- バイロム小学校
- テュアラティン小学校
- ヘーゼルブルック中学校
- テュアラティン高等学校

また、市の一部はウェストリン＝ウィルソンビル公立学区の管轄となっており、その区域の生徒はたいてい、スタフォード小学校からエイシークリーク中学校、ウィルソンビル高等学校へと進学する。
補習授業校であるポートランド日本人学校がヘーゼルブルック中学校の校舎を借りて毎週土曜日に授業を実施している。

## メディア
- 『ザ・タイムズ』 - 週刊新聞紙。ポートランドに拠点を置くパンプリン・メディア・グループが発行[9]。